# Anatole pulchra
Anatole pulchra är en fjärilsart som beskrevs av Percy I. Lathy 1904. Anatole pulchra ingår i släktet Anatole och familjen Riodinidae. Inga underarter finns listade i Catalogue of Life.